# Страсти (телесериал)
«Страсти» (англ. Passions) — американская дневная мыльная опера, которая транслировалась на канале NBC с 5 июля 1999 по 7 сентября 2007 года и на The 101 Network с 17 сентября 2007 года по 7 августа 2008 года. В центре сюжета жизнь, а также различные романтические и паранормальные приключения жителей небольшого городка. Основными героями были афроамериканская семья Расселов, белые кланы Крэйнов и Беннетов, мексиканско-ирландские Лопесы-Фицджеральдсы, а также могущественная ведьма - Табита Ленокс, главный антагонист сериала, в исполнении Джульет Миллс.
Мыльная опера была запущена в 1999 году на волне рейтингового успеха у молодой аудитории сюжетной линии «Дней нашей жизни», где персонаж Дидри Холл — Марлена Эванс оказалась во власти сатаны. Когда «Страсти» были запущены, сериал некоторое время также привлекал к экранам значительную аудиторию, но в итоге также как и печально известный «Любовь и тайны Сансет-Бич» потерпел неудачу. На протяжении основного периода трансляции наиболее известной и успешной частью шоу была многовековая ведьма Табита Ленокс и её ожившая кукла-ребёнок Тимми, которых в 2008 году журнал Entertainment Weekly включил в свой список величайших суперпар мыльных опер.
В 2004 году, после падения рейтингов, мыльная опера начала подвергаться кардинальным изменениям и ряд персонажей был ликвидирован для ввода новых героев. В 2005 году шоу вошло в историю как первая дневная мыльная опера, где была показана лесбийская пара. 15 августа 2006 года шоу стало первой дневной мыльной оперой, доступной для покупки на iTunes Store, а 6 ноября сериал поставил ещё одно достижение: как первое дневное мыло, доступное для легального просмотра в интернете.
Сериал никогда не имел высоких рейтингов, несмотря на свою оригинальность среди дневных мыльных опер и в 2007 году NBC продал права на трансляцию спутниковому каналу The 101 Network. Шоу после переезда на The 101 Network претерпело ряд финансовых и творческих изменений и в итоге было закрыто весной 2008 года.
В России показом сериала занимался канал НТВ.
С 19 октября 2000 по 9 июня 2001 года были продемонстрированы первые 110 серий (по будням в 17:45, позже в 17:10), после чего сериал был снят с эфирной сетки.

## Актёры и персонажи
- Линдси Хартли — Терез Лопес-Фицджеральд Крэйн Уинтроп (1999—2008)
- Гэлен Геринг — Луис Лопес-Фицджеральд (1999—2008)
- Родни Ван Джонсон — T. C. Рассел (1999—2007)
- Маккензи Уэстмор — Шеридан Крэйн Лопес-Фицджеральд Бут (1999—2008)
- Ким Джонстон Ульрих — Ив Уинтроп Крэйн (1999—2008)
- Ева Тамарго — Пилар Лопес-Фицджеральд (1999—2008)
- Джульет Миллс — Табита Ленокс (1999—2008)
- Молли Стэнтон — Черити Стэндиш # 1 (1999—2004)
- Дэна Спаркс — Грейс Беннетт (1999—2004; 2006—2007)
- Хорхе Альберти — Роберто (2004—2006)
- Сильвана Ариас — Палома Лопес-Фицджеральд Беннетт # 1 (2004—2007)
- Дэвид Бейли — Алистер Крэйн # 1 (2004—2005)
- Эдриан Беллани — Мигель Лопес-Фицджеральд # 2 (2006—2007)
- Майкл Бергин — Ник Бозман (2002)
- Брэнди Буркхардт — Сирена (2006)
- Оуэн Буш — Орвилл Перкинс (1999—2000)
- Лена Кардвэлл — Симона Рассел # 1 (1999—2001)
- Джастин Кэрролл — Дэвид Гастингс (2001—2004)
- Николь Кокс — Эндора # 2 (2003—2008)
- Чарльз Дивинс — Чад Харрис-Крэйн # 2 (2002—2007)
- Кэти Доу — Симона Рассел # 3 (2004—2007)
- Кристофер Дуглас — Антонио Лопес-Фицджеральд (2001—2004; 2008)
- Бренда Эпперсон — Кристал Харрис (2000)
- Андреа Эванс — Ребекка Кран Хотчкисс # 2 (2000—2008)
- Джош Райан Эванс — Тимми Ленокс (1999—2002)
- Дилан Фергус — Ной Беннет (2005—2008)
- Брюс Френч — Отец Лониган (1999—2008)
- Присцилла Гарита — Терез Лопес-Фицджеральд (2004)
- Марла Гиббс — Ирма Джонсон (2004—2006)
- Артуро Джил — Сесил (2002)
- Ханниа Гильен — Палома Лопес-Фицджеральд Беннетт # 2 (2007—2008)
- Брюс Майкл Холл — Риз Дурке # 1 (1999—2003)
- Сет Хол — Риз Дурке # 2 (2003—2004)
- Джейд Харлоу — Джессика Беннетт Лестер # 3 (2000—2003)
- Эмили Харпер — Фэнси Крэйн Лопес-Фицджеральд (2005—2008)
- Джастин Хартли — Фокс Крэйн # 1 (2002—2006)
- Кэм Хэскин — Шеридан Крэйн (2006 и 2008)
- Лиза Хубер — Гвен Хотчкисс Уинтроп # 1 (1999—2000; 2002—2008)
- Джеймс Хайд — Сэм Беннетт (1999—2008)
- Далтон Джеймс — Хэнк Беннетт # 1 (1999—2001)
- Филлип Жанмари — Винсент Кларксон (2006—2008)
- Брук Керр — Уитни Рассел Харрис-Крэйн (1999—2007)
- Джек Крицманич — Джон Гастингс (2001—2004)
- Келли Маккарти — Бет Уоллес (1999—2005; 2006)
- Кайри Маэдзуми — Майя Чин (2006)
- Кристофер Малеки — Спайк Лестер (2005—2008)
- Амелия Маршалл — Лиз Самбурн (2001—2006)
- Эрик Мартсолф — Этан Уинтроп # 2 (2002—2008)
- Бен Мастерс (1999—2008)
- Джина Мари — Кей Беннетт Крэйн Лопес-Фицджеральд # 2 (2000)
- Морин Маккормик — Ребекка Хотчкисс # 1 (2000)
- Райан МакПартлин — Хэнк Беннетт # 2 (2001—2004)
- Джесси Меткалф — Мигель Лопес-Фицджеральд # 1 (1999—2004)
- Энн Тейлор Монтз — Кей Беннетт Крэйн Лопес-Фицджеральд # 1 (1999—2000)
- Хайди Мюллер — Кей Беннетт Крэйн Лопес-Фицджеральд # 4 (2003—2008)
- Мэриэнн Мюллерлайле — Норма Бейтс (2001; 2002; 2004; 2006; 2007; 2008)
- Кэтлин Нун — Эдна Уоллес (2002—2005; 2006; 2007; 2008)
- Кристи Фаррис — Симона Рассел # 2 (2001—2004)
- Блэр Рэдфорд — Мигель Лопес-Фицджеральд # 3 (2007—2008)
- Джон Рейли — Алистер Крэйн # 2 (2005—2006; 2007—2008)
- Алиса Рейес — Сид Валентайн (2003)
- Трейси Росс — Ева Рассел (1999—2008)
- Майкл Сабатино — Дж. Т. Корнелл (2006)
- Дафни Дюплекс — Валери Дэвис (2004—2008)
- Кристина Саралеги — Кристина Лопес (2001)
- Трэвис Шульдт — Этан Уинтроп # 1 (1999—2002)
- Кристина Сиско — Черити Стэндиш # 2 (2006—2007)
- Ник Стэбайл — Фокс Крэйн (2004)
- Ричард Стейнметц — Мартин Фицджеральд (2004—2006)
- Джеймс Стивенсон — Джаред Кейси (2006—2007)
- Даника Стюарт — Джессика Беннетт Лестер # 4 (2003—2008)
- Элизабет Сторм — Кэтрин Крэйн # 1 (2000—2003)
- Робин Страссер — Гекуба (2000—2002)
- Шеннон Стерджес — Шеридан Крэйн (2005)
- Донн Суоби — Чад Харрис # 1 (1999—2002)
- Мелинда Сворд — Прэтт Крэйн (2007—2008)
- Ли Тейлор-Янг — Кэтрин Крэйн # 2 (2004—2006)
- Эдриэн Уилсон — Крис Бут (2005—2007)
- Мэри Элизабет Уинстед — Джессика Беннетт Лестер # 1 (1999—2000)
- Дина Райт — Кей Беннетт Крэйн Лопес-Фицджеральд # 3 (2000—2003)
- Шарон Вайт — Рейчел Баррет (2005—2006)
- Марк Камерон — Фокс Крэйн # 2 (2006—2007)
- Натали Зиа — Гвен Хотчкисс Уинтроп # 2 (2000—2002)